# Liste der Herrscher namens Anton
Anton hießen folgende Herrscher:

## Anton
- 1405–1415 Anton (Brabant), Herzog von Brabant
- 1498–1526 Antonius (Schaumburg) (1439–1526), Graf von Holstein-Pinneberg und Schauenburg
- 1580 António von Crato, Thronprätendent von Portugal
- 1827–1836 Anton (Sachsen) der Gütige, König von Sachsen
- 1813–1833 Anton Radziwiłł, Herzog von Nieśwież und Ołyka

### Anton I.
- 1526–1573 Anton I. (Oldenburg), Graf von Oldenburg und Delmenhorst
- 1661–1665 Antonio I. (Kongo), Herr des Kongo (siehe Mani-Kongo)
- 1667–1680 Anton I. von Aldenburg, deutscher Reichsgraf
- 1701–1731 Anton I. (Monaco), Fürst von Monaco

### Anton II.
- 1509–1544 Anton II. (Lothringen) der Gute, Herzog von Lothringen
- 1597–1619 Anton II. (Oldenburg-Delmenhorst), Graf von Oldenburg-Delmenhorst
- 1681–1738 Anton II. von Aldenburg, deutscher Reichsgraf (1681–1706 unter Vormundschaft)

### Anton III.
- 1686–1727/33 Anton III. von Montfort, deutscher Reichsgraf (1686–1693 unter Vormundschaft)

## Antonmit Beiname
- Anton Günther (Oldenburg), Graf von Oldenburg (1583–1667)
- Anton Heinrich (Schwarzburg-Sondershausen), Graf von Schwarzburg-Sondershausen (1593–1642)
- Anton Ulrich (Braunschweig-Wolfenbüttel), Herzog von Braunschweig-Wolfenbüttel (1633–1714)
- Anton Günther I. (Schwarzburg-Sondershausen), Graf von Schwarzburg-Sondershausen (1642–1666)
- Anton Egon (Fürstenberg-Heiligenberg), gefürsteter Landgraf von Fürstenberg-Heiligenberg (1656–1716)
- Anton Günther II. (Schwarzburg), Graf von Schwarzburg-Arnstadt (1666–1716)
- Anton Florian (Liechtenstein), Fürst von Liechtenstein (1718–1721)
- Anton Ulrich (Sachsen-Meiningen), Herzog von Sachsen-Meiningen (1746–1763)
- Anton Aloys (Hohenzollern-Sigmaringen), Fürst von Hohenzollern-Sigmaringen (1785–1831)
- Karl Anton (Hohenzollern) (1811–1885), 1848/49 Fürst von Hohenzollern-Sigmaringen

## Kirchliche Herrscher
- Anton Ignaz von Fugger-Glött (1711–1787), Fürstbischof der Diözese Regensburg sowie Reichsfürst 1769–1787
- Anton von Schaumburg († 1558), Kurfürst und Erzbischof von Köln (1557–1558)
- Anton (Schaumburg) (1549–1599), Bischof von Minden
- Anton I. (Katholikos) (1720–1788), Theologe und Katholikos-Patriarch der Georgischen Orthodoxen Apostelkirche

## Nichtregenten
- Anton von Bourbon, Herzog, Titularkönig von Navarra (1518–1562)
- Anton von Ortenburg (1550–1573), Graf von Ortenburg, Herr zu Mattighofen und Neudeck
- Anton Ulrich von Braunschweig-Wolfenbüttel, Prinz (1714–1776)
- Antonio III. (Kongo), Mani-Kongo (1955–1957)
- Anton Günther Prinz von Anhalt-Zerbst (1653–1714)
- Anton Günther Herzog von Oldenburg (1923–2014)
- Anton Viktor von Österreich (Erzherzog Anton 1779–1835), Hochmeister und Vizekönig
- Anton von Anhalt-Zerbst (1653–1714) aus dem Geschlecht der Askanier, Prinz von Anhalt-Zerbst und königlich preußischer Generalleutnant

## Nicht einordenbar
Entweder fehlen Regierungszeiten oder Existenz ist ungeklärt:
- Antonio II. (Kongo), Mani-Kongo